# Nuannuan
Nuannuan (chinesisch 暖暖區, Pinyin Nuǎnnuǎn Qū, Pe̍h-ōe-jī Loán-loán Khu) ist ein Bezirk der nordtaiwanischen Hafenstadt Keelung. Sein Name geht auf eine Ortsbezeichnung in der Sprache der Ketagalan, eines ursprünglich hier ansässigen Ureinwohnervolks, zurück.

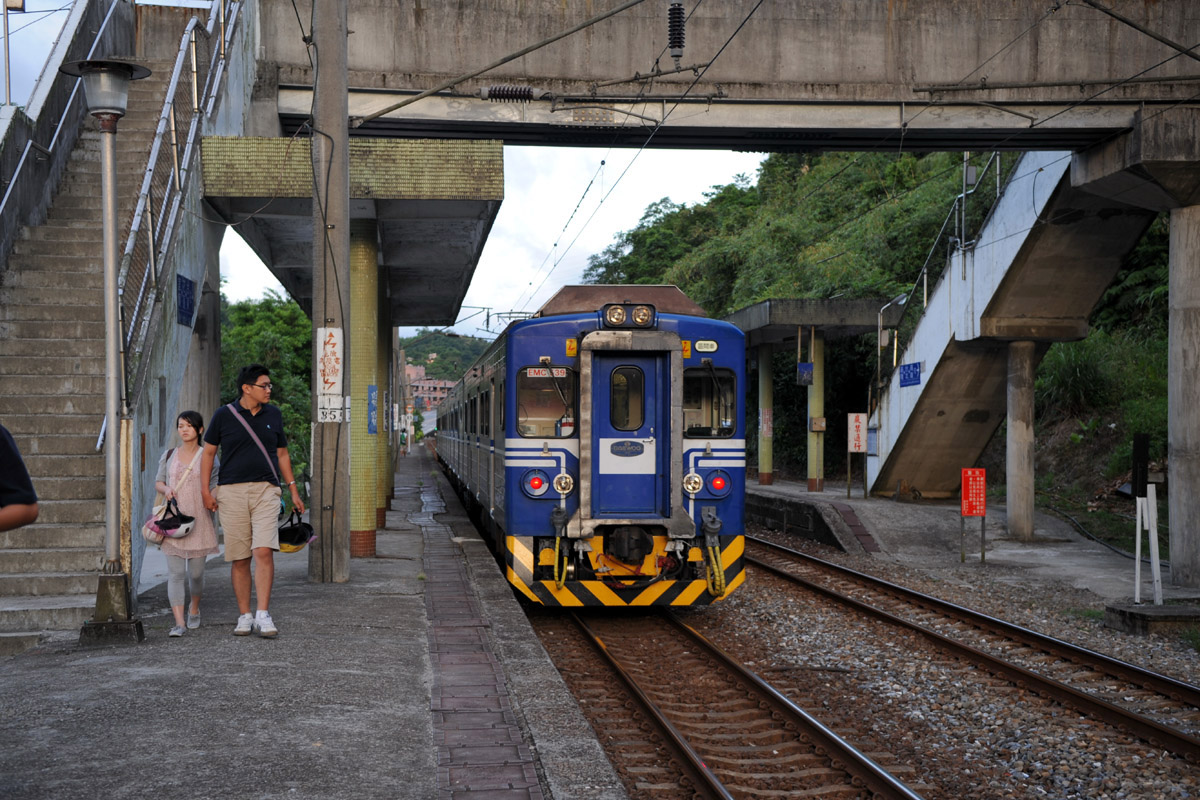
Auf dem Bahnhof von Nuannuan

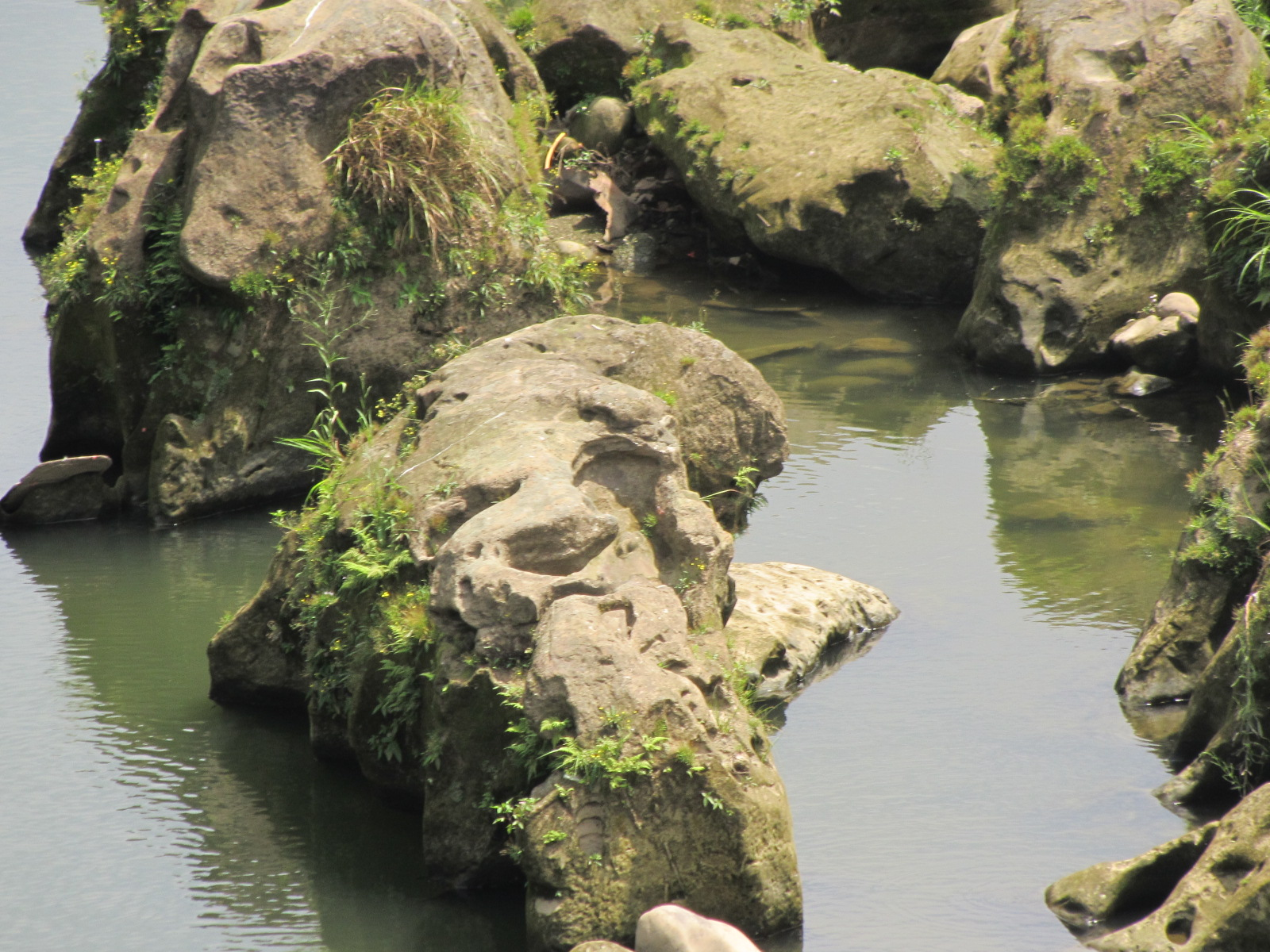
Gletschertopf

## Lage und Bedeutung
Nuannuan liegt im Südosten der Stadt Keelung. Im Norden und Westen liegen die Nachbarbezirke Xinyi, Ren’ai, Anle und Qidu, im Süden und Osten grenzt der Bezirk an die Stadt Neu-Taipeh. Durch den Bezirk fließt der Keelung-Fluss. Nuannuan ist an die Autobahn 1 und das Eisenbahnnetz angebunden.
Trotz der im 18. Jahrhundert einsetzenden Besiedlung durch chinesische Einwanderer aus Fujian war Nuannuan in der Vergangenheit aufgrund seiner begrenzten Eignung zur Landwirtschaft lange Zeit nur spärlich bevölkert. Wegen der strategischen Lage im Nordosten Taiwans wurden im 19. Jahrhundert auf den Hügeln Nuannuans Befestigungsanlagen errichtet, von denen heute nur wenige Spuren erhalten sind.
In jüngerer Zeit entwickelt sich Nuannuan zu einer Neubau-Wohngegend an der Peripherie der Städte Keelung und Neu-Taipeh und ist gleichzeitig ein beliebtes Ausflugsziel. Zu den bekannteren Attraktionen gehören die Nuannuan-Hängebrücke über den Keelung-Fluss und Gletschertöpfe aus der Eiszeit. Von Bedeutung für die Wasserversorgung Nordtaiwans ist der in Nuannuan gelegene Xishi-Staudamm, erbaut zwischen 1923 und 1926 zur Zeit der japanischen Kolonialherrschaft.